# Saint-Sulpice (Vaud)
Saint-Sulpice – miejscowość i gmina (commune) w zachodniej Szwajcarii, w kantonie Vaud, w okręgu (district) Ouest lausannois. Leży nad Jeziorem Genewskim.  

## Demografia
W Saint-Sulpice mieszka 5046 osób. W 2021 roku 47,3% populacji gminy stanowiły osoby urodzone poza Szwajcarią.

## Transport
Przez teren gminy przebiega droga główna nr 1.

## Osoby związane z miejscowością
Pod koniec życia mieszkał tu Charles Aznavour.